# Avions de transport régional
ATR (Avions de Transport Régional lub Aerei da Trasporto Regionale) – francusko-włoskie konsorcjum, producent samolotów regionalnych ATR 42 i ATR 72.

## Historia
Firmy Aerospatiale (będące później częścią konsorcjum EADS) oraz Aeritalia (poprzedniczka Alenia Aeronautica), postanowiły zjednoczyć swoje programy konstruowania samolotu dla komunikacji regionalnej – były to odpowiednio dwie maszyny AS35 i AIT230. 4 listopada 1981 roku została oficjalnie podpisana umowa o współpracy, jednocześnie podjęto decyzję o budowie samolotu, który otrzymał w późniejszym okresie nazwę ATR 42.
Pierwszy nowy samolot tego typu jaki został wyprodukowany wzbił się w powietrze 16 sierpnia 1984 roku, a 9 września zakończone zostały procedury uzyskania niezbędnych certyfikatów. Pierwotnie samolot nazwano ATR 42-200. Kilka zbudowanych egzemplarzy jednak było wykorzystanych wyłącznie do testów. Konstrukcja, która weszła do produkcji seryjnej otrzymała oznaczenie ATR 42-300, i była wyposażona w dwa turbo-śmigłowe silniki Pratt & Whitney PW120. Moc jaką dysponowały oba pozwalała na osiągnięcie prędkości 510 km/h. Pierwszym odbiorcą i zarazem użytkownikiem nowo powstałego samolotu było francuskie towarzystwo lotnicze Air Littoral, które obsługiwało połączenia regionalne we Francji. Samoloty ATR w wersji 42-300 były produkowane w fabryce ATR-a aż do 1996 roku.
Rynek lotniczy wymagał od producenta bardziej pojemnej wersji samolotu, aby mogłaby pomieścić na pokładzie większą liczbę podróżnych. Wynikało to z zapotrzebowania przewoźników. W 1986 roku powstała nowa maszyna nazwana ATR 72, będąca znacznie przedłużoną wersją wcześniejszej konstrukcji. Jej dziewiczy lot odbył się 27 października 1988 roku, pod koniec września kolejnego roku zaś otrzymała francuski certyfikat. Pierwszą linią lotniczą do której dostarczono nowe samoloty i która zaczęła wykorzystywać do obsługi pasażerów był fiński Finnair. W stosunku do wersji starszej konstrukcji, kadłub udało się wydłużyć o 4,5 metra, rozpiętość skrzydeł została zwiększona o 3 metry. Napędzany silnikami Pratt & Whitney PW124B, osiągnął prędkość przelotową 526 km/h. Ta wersja produkowana była do 1998 roku, kiedy samolot ATR 42-200 został zastąpiony przez nowocześniejszą wersję – 500. W 1988 roku młody producent ATR dostarczył samolot, który był setnym z linii montażowej. Jego odbiorcą były linie lotnicze Trans Worldexpress. Udany rozwój firmy pozwolił na otwarcie w lipcu 1989 roku w Tuluzie centrum treningowego, gdzie odbywały się szkolenia i instruktaże dla załóg i personelu pokładowego.
Następnymi działaniami było opracowanie nowej wersji mniejszego z dwóch samolotów i możliwości modernizacji. Podczas demonstracji na salonie lotniczym w Le Bourget odbyła się oficjalna prezentacja nowej wersji ATR 42-500. Oblatana ona została 16 września 1994 roku. W ciągu roku uzyskano niezbędne certyfikaty i nowe samoloty mogły bez przeszkód trafić do linii lotniczych Aeromar i Air Dolomiti. ATR 42-500 przeszedł większe modernizacje, co spowodowało, że znacząco różnił się od poprzedniej wersji. Ważną rzeczą była zmiana silników na PW127E i montowane do nich nowe, sześciopłatowe śmigła wykonane z materiały kompozytowego. Zmieniono w znaczny sposób również wygląd kabiny pasażerskiej, a nowe wnętrze otrzymało nazwę Elegance. Zastosowane zmiany umożliwiły od tego momentu zwiększenie maksymalnej masy startowej, jak i również zasięgu samolotu. Nowy ATR był w stanie przewieźć pasażerów na odległość 1800 km w stosunku do poprzednich 1350 km. Modernizacji poddany został również ATR 72. W styczniu 1996 roku w swój pierwszy lot wzbił się ATR 72 w wersji -500, a półtora roku później taki statek powietrzny zasilił flotę linii American Eagle Airlines.
W roku 2001 zmieniła się organizacja wewnętrzna firmy. 1 czerwca na bazie aktywów konsorcjum EADS i Alenia Aeronautica zostało powołane do życia wspólne, pod jedną nazwą, konsorcjum ATR. W 2002 roku, podczas salonu lotniczego w Farnborough producent zaprezentował samolot ATR-72 przystosowany do przewozu ładunków. Konstrukcja została wyposażona w duże drzwi ułatwiające załadunek towaru na pokład. W marcu 2003 roku samoloty ATR w wersji freighter trafiły do eksploatacji w towarzystwie lotniczym Northern Air Cargo. Obecnie na świecie eksploatowanych jest blisko 90 francusko-włoskich samolotów typu freighter, najwięcej lata w Europie. Pojemność załadunkowa ATR 42 wynosi 47 metrów sześciennych, ATR 72 do 64 metrów sześciennych. Udźwig ciężaru na pokładzie wynosi 6,5 i 8,5 tony. Wykorzystywana jest nowo powstała wersja QC (Quick Change), umożliwiająca szybką zmianę samolotu pasażerskiego na wersję towarową i odwrotnie jeżeli użytkownik musi dokonywać tego typu modyfikacji. Dynamiczny rozwój azjatyckiego rynku lotniczego umożliwił konsorcjum otwarcie jesienią 2003 roku biura w Pekinie.
Producent postanowił również usprawnić obsługę klienta. W 2004 roku nawiązana została współpraca z aerochain.com. Jest to wyspecjalizowany portal (wykorzystywany również przez Embraera) stworzony do obsługi przemysłu lotniczego i obronnego. Umożliwia on uczestnikom wymianę informacji, zakup usług, budowanie łańcuchów zaopatrzenia, a także negocjacje pomiędzy zaangażowanymi w projekt podmiotami. W 2005 roku został zaprezentowany pierwszy samolot ATR wyposażony w system rozrywki pokładowej z ekranami LCD. W 2007 roku indyjskie linie lotnicze Kinfisher stały się pierwszym na świecie użytkownikiem samolotu turbośmigłowego wyposażonego w system IFE i diodowe oświetlenie kabiny. Producent uruchomił zupełnie nowe centrum z częściami zamiennymi w Auckland.

## Nowy projekt
W październiku 2007 roku ogłoszono rozpoczęcie programu samolotów w wersjach -600. Koncepcją jest stworzenie wersji samolotu cechującej się niższymi kosztami eksploatacji niż poprzednicy. W zamyśle ATR 42 i ATR 72 w wersji –600 miały być do siebie możliwie jak najbardziej zbliżone, co zostało zrealizowane, gdyż 90% części zamiennych do obu samolotów jest identyczne. Pozwoliło to również na uproszczenie szkolenia pilotów. Statki tego typu zostały wyposażone m.in. w automatyczne check-listy. Pozwala to przypadku awarii skrócić czas reakcji załogi, gdyż zostają wyświetlone odpowiednie informacje co robić. Samoloty wyposażono również w system MPC (Multi Purpose Computer) monitorujący zachowanie samolotu w trakcie lotu. Wersja -600 otrzymała nową kabinę nazwaną „Armonia” opracowaną przez włoskiego projektanta Giorgetta Giugaria, za którą ATR otrzymał nagrodę. We wnętrzu samolotu mogą zostać zamontowane dwa modele cienkich foteli – classic i prestiże, możliwy odstęp pomiędzy rzędami wynosi od 29 do 34 cali.
Jedną z widocznych zmian dla pasażerów było zwiększenie pojemności szafek na bagaż podręczny znajdujący się nad rządami foteli. W stosunku do poprzedniej wersji są one większe o 10%. Samoloty również mogą zostać dostosowane do korzystania z rękawów lotniczych w portach lotniczych. Według konsorcjum, ATR-72-600 jest o 42% tańszy w eksploatacji od regionalnego samolotu odrzutowego zabierającego taką samą liczbę pasażerów oraz o 10% tańszy od konkurencji Bombardiera. W maju 2011 roku prace nad nowym statkiem powietrznym zostały zwieńczone certyfikatem EASA. 16 sierpnia zaś liniom Royal Air Maroc został dostarczony pierwszy egzemplarz. Do grona użytkowników przybyli: Azul, Trip, Caribbean Airlines.

## ATR w Polsce
Na początku lat 90. XX wieku Polskie Linie Lotnicze LOT poszukiwały regionalnego samolotu turbośmigłowego który byłby w stanie zastąpić wycofane z eksploatacji radzieckie Antonow An-24. Wybór padł na francusko-włoską konstrukcję i w sierpniu 1991 roku do służby wszedł pierwszy ATR 72-200. Statki powietrzne w PLL LOT zostały wyposażone w 64 fotele i otrzymały numery rejestracyjne od SP-LFA do SP-LFH. Łącznie do Polski w latach 1991–1994 trafiło 8 samolotów w wersji 72-202. W związku z zachodzącymi zmianami politycznymi samoloty były wykorzystywane do obsługi nowych i reaktywowanych połączeń międzynarodowych (m.in. do Lwowa), a także tras krajowych. Pod koniec 1996 roku PLL LOT utworzyły spółkę-córkę, której zadaniem była obsługa połączeń krajowych, a także regionalnych połączeń międzynarodowych. Do realizacji zadań Eurolot oprócz ATR-72 należących do PLL LOT, pozyskał w latach 1998–1999 pięć samolotów ATR 42-300, które otrzymały tablice rejestracyjne od SP-EEA do SP-EEE. W przeciwieństwie do większych turbośmigłowców zakupione zostały samoloty używane, wyprodukowane w latach 1986–1988. Trzy z nich latały wcześniej w liniach NFD, a później w Eurowings, i były wyposażone w 48 foteli, dwa pozostałe mogły zabrać na pokład 46 pasażerów. Pierwszy z nich służył w towarzystwach Cimber Air, American Eagle, Lufthansa CityLine, drugi m.in. w liniach Air Mauritius i Air Madagascar.
Przewoźnik wykorzystywał ATR-y wszystkich starszych typów które zostały wycofane ze służby pod koniec 2002 roku. Jednocześnie do eksploatacji zostały włączone najnowsze ATR 42-500. Te statki powietrzne zostały wyprodukowane w połowie lat 90. i mogły zabrać 46 pasażerów. Cztery z nich służyły wcześniej w towarzystwie lotniczym Air Littoral, piąty zaś był prototypem wykorzystywanym przez producenta. W 2007 roku do floty dołączył szósty ATR 42-500, który latał wcześniej w barwach Lufthansy. Po ograniczeniu wpływów w Eurolocie przez PLL LOT do 37,9% rolę wiodącą przejął Skarb Państwa, co zaowocowało zmianą floty. Planowano zastąpienie floty ATR-ów samolotami Bombardier Dash 8 Q400. Samoloty ATR latały również w barwach polskiego przewoźnika White Eagle Aviation następnie zostały przejęte przez OLT Express.

## Obecnie
W 2010 roku firma ogłosiła, że otrzymała od linii lotniczych zamówienia na 78 samolotów, wśród klientów znalazły się m.in. towarzystwa lotnicze Virgin Australia i indonezyjski Lion Air. Obecnie zamówienia przekraczają 200 samolotów, co jest bardzo dobrym rezultatem. Obliczona wartość zamówień to 5 mld dolarów. Podsumowując rok wcześniejszy poinformowano, że uzyskano zamówienia na 157 statków powietrznych – 13 typu ATR 42 i 144 ATR 72. Wyprodukowane przez konsorcjum ATR turbośmigłowce są wykorzystywane w 90 krajach przez 180 towarzystw lotniczych. 34% wszystkich eksploatowanych samolotów jest w Europie, drugim co do wielkości regionem jest obszar Azji i Pacyfiku.
Zgodnie z przewidywaniami w 2012 roku do odbiorców powinno trafić około 70 samolotów, w 2013 roku zaś o dziesięć więcej. Podczas ostatniego salonu lotniczego w Singapurze poinformowano, że Fokker Services Asia będzie regionalnym partnerem odpowiedzialnym za przeglądy samolotów w regionie Azji Południowo-Wschodniej. Podczas tej samej imprezy ogłoszono zamówienie na 27 samolotów ATR 72-600 przez Lion Air. Po ich wejściu do służby przewoźnik stanie się największym na świecie użytkownikiem europejskich samolotów turbośmigłowych. Intensywnie przebiega współpraca z firmami leasingowymi. Obecnie tego rodzaju podmioty są właścicielami 150 samolotów. W ciągu ostatnich trzech lat liczba samolotów leasingowych uległa podwojeniu.
Zgodnie z prognozami opracowanymi na lata 2011–2030 linie lotnicze będą zainteresowane pozyskaniem około 3100 samolotów turbośmigłowych. Według przewidywań 500 z nich będą stanowić samoloty mogące zabrać do 50 pasażerów, 1600 o pojemności do 70 osób, oraz 1000 do 90 osób. Analizując te prognozy ATR rozważa w tej chwili możliwość skonstruowania większego samolotu pasażerskiego. Przeprowadzono rozmowy z General Electric i Pratt & Whitney w sprawie budowy nowego silnika, który miałby napędzać największy ich samolot, który przy decyzji o jego produkcji wszedłby do eksploatacji w 2017 roku.